# علي خان
| خان لورستان         |                                                                           |
|                     |                                                                           |
| علي خان والي پشتكوه |                                                                           |
| السابق              | عباس قلي خان (الخان الحادي عشر لبلاد اللور [ولاية بشتكوه] من أسرة الولاة) |
| ولاية العهد         | الأمير حيدر خان (تم تنصيبه من قبل الحكومة القاجارية)                      |
| فترة الحكم          | من 1846م (تقريباً) إلى (1849م - 1853م) (تقريباً)                            |
| اللاحق              | حيدر خان                                                                  |
| اللقب               | والي پشتكوه                                                               |
| حياته               |                                                                           |
| مكان الوفاة         | شرق العراق                                                                |
| الأب                | محمد حسن خان                                                              |
| الأبناء             | علاء خان فرج خان شاهين خان                                                |
| خانات لورستان       |                                                                           |

علي خان بن محمد حسن خان بن أسد الله خان بن إسماعيل خان بن علي شاه ويردي خان الثاني بن الحسين خان الثاني بن احمد منوجهر خان بن الحسين خان الأول الأكبر العلوي، الوالي الثاني عشر من عائلة ولاة لرستان وثاني ولاة بشتكوه منهم بعد وفاة عاشر الخانات (حسن خان) عام 1839م.

## حياته
كان الأمير علي خان أكبر أبناء الوالي محمد حسن خان، ولد في عاصمة لورستان خرم آباد (قبل تغيير العاصمة من قبل والده الحاكم حسن خان).
بعد أن توفي والده الخان، اصطدم علي خان مع إخوانه (أحمد خان، حيدر خان) حول وراثة عرش والدهم.
فنشبت على أثر ذلك حروب داخلية في بشتكوه،
لم تنتهي تلك الخلافات إلا بعد أن قسم الأخوة المتنافسين مناطق لورستان بينهم.
فأصبحت تحت إدارة الأمير علي خان كل من نواحي ومقاطعات قبائل كردالي وشوهان و كايدخرده وبعض المناطق والقرى الأخرى.
وحل شقيقه عباس قلي خان محل والدهم محمد حسن خان في حكم ولاية بشتكوه (إيلام) بأمر من شاه القاجار.

## توليه الحكم
بعد عزل عباس قلي خان بن محمد حسن خان في بشتكوه، تولى الحكم خلفاً له شقيقه علي خان بن محمد حسن خان وبموافقة من شاه الدولة القاجارية ناصر الدين القاجاري.

## فترة حكمه
كان علي خان وطنياً وكانت له علاقات وطيدة للغاية مع العلماء ورجال الدين، وكان مهتم بالعراق وأوضاعه، حيث يُذكر أن الخان وفي أول لقاء له مع المبعوث الإنكليزي لايارد
قال له: لماذا استقرت سفن البريطانيون في مياه دجلة والفرات؟ ولماذا بنو قلعة في البصرة؟
ويُذكر أن علي خان غضب من المبررات التي قدمها المبعوث الإنكليزي.
كانت علاقة علي خان بحكومات الإمارات المجاورة وبالأخص الإمارات العراقية علاقة جيدة، وخصوصاً مع شيوخ وأمراء إمارة (بني لام) في العراق وأمراء (بني كعب) في الأحواز.

## علاقته مع الأمير حسين قلي خان
كانت علاقة الوالي علي خان مع أبن أخيه الأمير الشاب حسين قلي خان بن حيدر خان (الوالي حسين قلي خان الثالث لاحقاً) علاقة مضطربة، حيث كان علي خان يرتاب من تصرفات الأمير الطامح للعرش، لذلك شدد الوالي إجراءات المراقبة على الأمير لدرجة أدت إلى فرار الأمير حسين قلي خان من بشتكوه إلى مدينة مندلي الحدودية ومنها إلى مدينة بغداد واللجوء عند الوالي العثماني فيها.

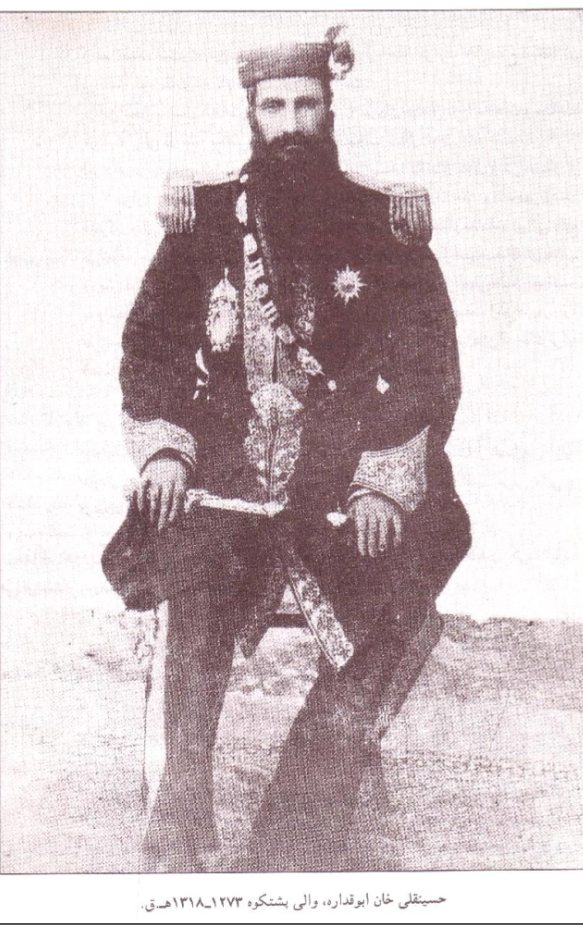
الأمير حسين قلي خان بن حيدر خان (الوالي حسين قلي خان أبو قدارة الثالث لاحقاً)

## خلعه عن الحكم
كان الوالي علي خان ذو نزعة استقلالية فترة حكمه، وأصبح لا يهتم بايعازات حكومة طهران، مما أدى إلى حنق الشاه ناصر الدين القاجاري عليه،
ولذلك كان القاجاريين يحاولون تأليف حملة عسكرية لاجتياح بشتكوه وإزاحة علي خان، وقد هددوا علي خان بذلك.
بعد أن وصلت تلك الأخبار للوالي علي خان، تنازل عن تخت الحكم طوعاً وغادر بشتكوه إلى (منطقة زرين آباد).
خلفه بالحكم وبأمر من شاه الدولة القاجارية شقيقه حيدر خان.